# 近永早苗
近永 早苗（ちかなが さなえ）は、日本のアニメーター、キャラクターデザイナー、イラストレーター。かつてはスタジオ・ライブに所属していた。
夫は同じくスタジオ・ライブに在籍していたアニメーターの近永健一、実弟はアニメーション演出家の小林孝志。旧姓は小林早苗で、1980年代の作品にはこの名前で参加しているものもある。また、これとは別に由宇木つむぎと言うペンネームでアニメジャンル系、芸能ジャンル系、オリジナル系などの同人活動やアンソロジー本などを中心に執筆活動していた。

## 来歴・人物
1985年にスタジオ・ライブに入社後、芦田豊雄に師事し『超獣機神ダンクーガ』でキャラクターデザインと作画デビューを果たす。デビュー後は主に1980年代後半から1990年代までを中心にアニメ製作（作画）やイラストレーター、同人作家として活動していた。代表作は『アイドル天使ようこそようこ』、『Little Lovers』シリーズ。
スタジオ・ライブに在籍していた頃は只野和子、松下浩美、吉松孝博、神志那弘志、山内則康と共にスタジオ・ライブの内部組織である「いんどり小屋」のメンバーとしても活躍したが、その後夫の近永健一と共にスタジオ・ライブ退社。
スタジオ・ライブ退社後はアニメーター活動は大幅に縮小してイラストレーターや同人活動を主軸に置き、夫婦共同のホームページ「FuRi・FuRi増刊号」でイラスト投稿、ブログの更新、その他に同人誌、アニメ・ゲームの設定資料集やデザイン集などの著作物の執筆も積極的に行っていた。
しかし、アニメやゲームの作画製作も同人活動も2004年頃の作品を最後に途絶えており、同時期にホームページも閉鎖された。その後は目立った活動は見られず、マスメディア関連に一切出ることも無くなり、2020年現在も消息や活動状況は不明である。

## 主な作品

### 作画監督
- ハイスクール!奇面組（作画監督・小林早苗名義）
- シティーハンター（作画監督・小林早苗名義）

### 原画
- アイドル防衛隊ハミングバード
- 天地無用!魎皇鬼
- THE八犬伝～新章～
- 劇場版 魔法陣グルグル
- ぼくの地球を守って

### キャラクターデザイン
アニメ
- 超獣機神ダンクーガ（キャラクターデザイン（いんどり小屋名義）：沙羅、ギルドローム将軍）
- ルーツ・サーチ 食心物体X
- アイドル伝説えり子（サブキャラクターデザイン）
- アイドル天使ようこそようこ
- 流星雀士キララ☆スター（地球人キャラクターデザイン作画監督）
- Lesson XX
- 誘惑 COUNT DOWNシリーズ

ゲーム
- ドラゴンスレイヤー英雄伝説・PCエンジン版アニメーション作画（ハドソン）
- ドラゴンスレイヤー英雄伝説II・PCエンジン版アニメーション作画（ハドソン）
- 聖夜物語（ハドソン）
- EVE burst error PLUS・アニメーション作画（シーズウェア）
- Little Lovers（日経映像・NTT出版）
- Little Lovers SHE SO GAME（日経映像・NTT出版）
- Little Lovers 2nd（日経映像・NTT出版）
- 蒼黒の月（Moon Parrot）
- 蒼黒の月外伝～幻夜の書～（Moon Parrot）
- 紅い夜、星の囁きを聴け（Moon Parrot）

### 挿絵
- ルートランサー
- 仮免巫女トモコ（ログアウト冒険文庫）
- カラクの女神―六覇国伝（ログアウト冒険文庫）
- 裏切りの玄武院―仮免巫女トモコ（ログアウト文庫）
- ハードラック（竹書房ガンマ文庫）

### 画集
- リトルラバーズシーソーゲーム―近永早苗設定画集 ティーツー出版、1999年11月1日、ISBN 978-4-88749-038-3
- イチからはじめてマスターするCGイラストテクニック 朝日ソノラマ、2001年7月1日、ISBN 978-4-257-03639-5

### その他
- 星のデュエット・ファニーツイン（ぬりえ、きせかえシリーズ） セイカ